# Sametingswahl in Norwegen 2025

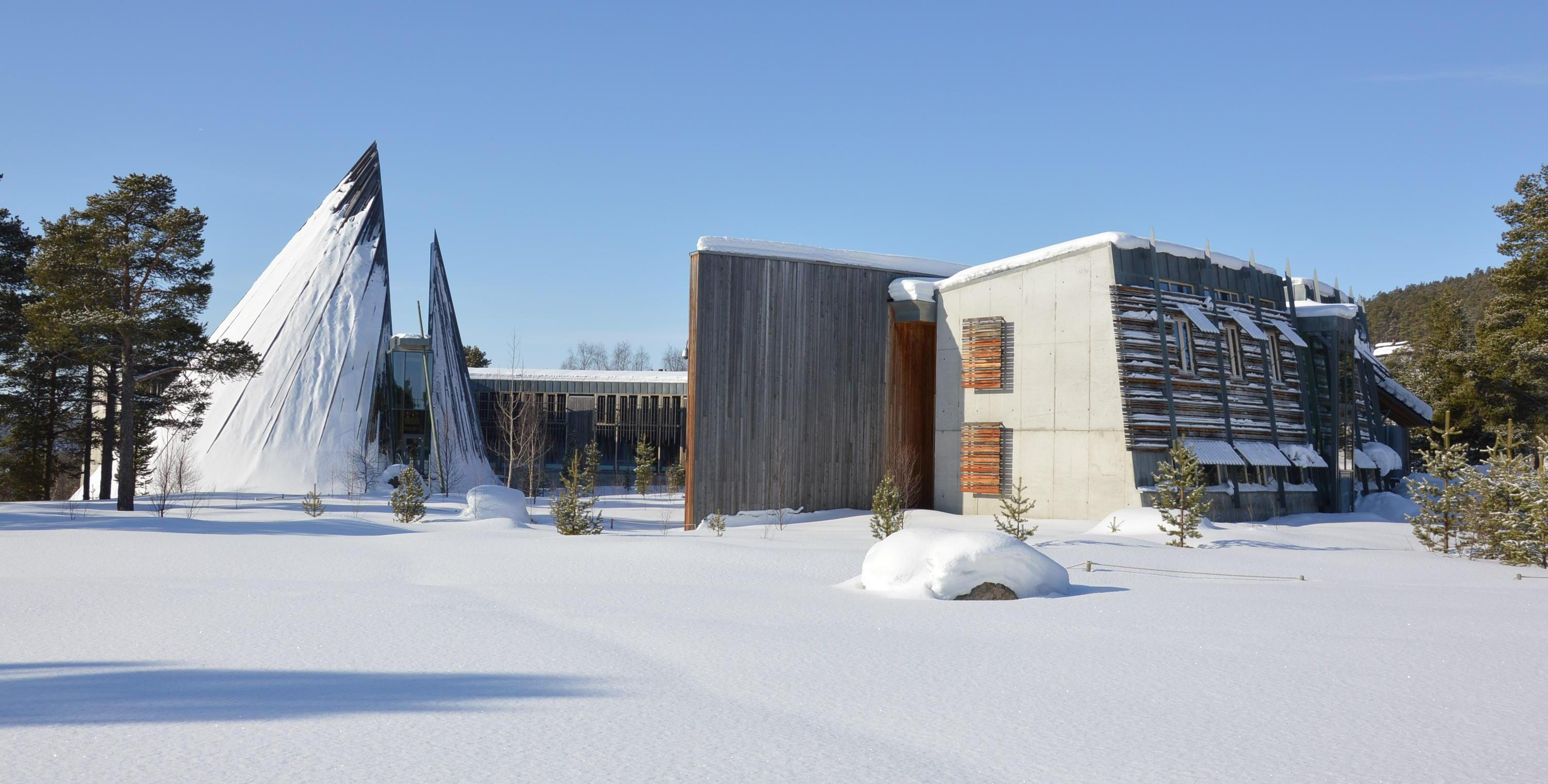
Sametingsgebäude in Karasjok

Die Sametingswahl 2025 in Norwegen wird parallel zur Stortingswahl 2025 am 8. September 2025 stattfinden. Dabei werden die 39 Abgeordneten aus sieben Wahlkreisen für das norwegische Sameting gewählt.

## Wahlsystem

### Termin und Stimmabgabe
Sametingswahlen finden in Norwegen alle vier Jahre statt. Wahlberechtigt sind alle bis zum 30. Juni 2025 im Sametingets valgmanntall registrierten Samen. Am 3. Mai 2024 wurde bekannt gegeben, dass die Stortings- sowie die Sametingswahl am Montag, den 8. September 2025, stattfinden werden. Die einzelnen Kommunalparlamente durften selbst entscheiden, ob in ihrer Kommune zusätzlich auch am Sonntag, den 7. September 2025, gewählt werden darf. Eine vorzeitige Stimmabgabe ist für den Zeitraum ab dem 10. August 2025 vorgesehen. Wie in den einzelnen Kommunen gewählt werden kann, hängt auch von der Anzahl der Wahlberechtigten ab. In Kommunen mit weniger als 30 Wahlberechtigten muss die Wahl über eine vorzeitige Stimmabgabe erfolgen.

### Wahlkreise

Karte der samischen Wahlkreise
Østre valgkrets
Ávjovári valgkrets
Nordre valgkrets
Gáisi valgkrets
Vesthavet valgkrets
Sørsamisk valgkrets
Sør-Norge valgkrets

Die Anzahl der Mandate, die in einen samischen Wahlkreis fallen, wird anhand der Zahl der Wahlberechtigten in einem Wahlkreis berechnet. Grundlage für die Berechnung bildet die Anzahl der im Sametingets valgmanntall geführten Personen am 30. Juni des Jahres, in dem die letzte Kommunal- und Fylkestingswahl stattfand. Für die Berechnung für die Wahl 2025 wurde deshalb die Zahl der registrierten Samen am 30. Juni 2023 verwendet. Zu diesem Zeitpunkt waren 23.488 Personen im Register geführt.
| Nummer | Wahlkreis                                                              | Mandate | Mandate | Mandate |
| Nummer | Wahlkreis                                                              | 2017    | 2021    | 2025    |
| ------ | ---------------------------------------------------------------------- | ------- | ------- | ------- |
| 1      | Østre valgkrets Nuortaguovllu válgabiire                               | 5       | 5       | 5       |
| 2      | Ávjovári valgkrets Ávjovári válgabiire                                 | 8       | 7       | 6       |
| 3      | Nordre valgkrets Davveguovllu válgabiire                               | 6       | 6       | 6       |
| 4      | Gáisi valgkrets Gáiseguovllu válgabiire                                | 5       | 6       | 6       |
| 5      | Vesthavet valgkrets Viestarmera válggabijrra, Viesttarmeara válgabiire | 5       | 5       | 5       |
| 6      | Sørsamisk valgkrets Åarjel-Saepmie veeljemegievlie                     | 4       | 4       | 4       |
| 7      | Sør-Norge valgkrets Lulli-Norgga válgabiire                            | 6       | 6       | 7       |
| –      | Norwegen                                                               | 39      | 39      | 39      |

## Wahllisten
In jedem Wahlkreis treten unterschiedliche Listen an. Im Wahlkreis Ávjovárri wurden neun Listen zugelassen, im südsamischen Wahlkreis Sørsamisk valgkrets und im Wahlkreis Gáisi nur sechs. In allen Wahlkreisen treten die Parteien Arbeiderpartiet (Ap), Fremskrittspartiet (FrP), Høyre (H), Nordkalottfolket (Nkf) und Norske Samers Riksforbund (NSR) an.
In der folgenden Tabelle ist markiert, welche Parteien in welchen Wahlkreisen mit einer Liste antreten.
| Partei                      | Wahlkreis | Wahlkreis | Wahlkreis | Wahlkreis | Wahlkreis | Wahlkreis | Wahlkreis |
| Partei                      | 1         | 2         | 3         | 4         | 5         | 6         | 7         |
| --------------------------- | --------- | --------- | --------- | --------- | --------- | --------- | --------- |
| Arbeiderpartiet             | ja        | ja        | ja        | ja        | ja        | ja        | ja        |
| Fremskrittspartiet          | ja        | ja        | ja        | ja        | ja        | ja        | ja        |
| Høyre                       | ja        | ja        | ja        | ja        | ja        | ja        | ja        |
| Industri- og Næringspartiet | nein      | nein      | ja        | nein      | nein      | nein      | nein      |
| Johttisápmelaččaid listu    | nein      | ja        | nein      | nein      | nein      | nein      | nein      |
| Nordkalottfolket            | ja        | ja        | ja        | ja        | ja        | ja        | ja        |
| Norske Samers Riksforbund   | ja        | ja        | ja        | ja        | ja        | ja        | ja        |
| Sámeeatnanlista             | nein      | ja        | nein      | nein      | nein      | nein      | nein      |
| Samefolkets Parti           | ja        | ja        | ja        | nein      | ja        | ja        | ja        |
| Samenes Folkeforbund        | ja        | nein      | nein      | nein      | nein      | nein      | nein      |
| Senterpartiet               | ja        | ja        | ja        | ja        | ja        | nein      | ja        |

## Ausgangslage

### Mandate
Nach der Sametingswahl 2021 verteilten sich die Mandate wie folgt:
| Partei                            | Mandate |
| --------------------------------- | ------- |
| Norske Samers Riksforbund (NSR)   | 17      |
| Nordkalottfolket                  | 9       |
| Arbeiderpartiet (Ap)              | 7 a)    |
| Senterpartiet (Sp)                | 3       |
| Ávjovári Johttisápmelaččaid listu | 1       |
| Fremskrittspartiet (FrP)          | 1       |
| Samefolkets Parti                 | 1       |

Anmerkungen

### Sametingsråd
Nach der Wahl 2021 wurde Silje Karine Muotka (NSR) zur Sametingspräsidentin gewählt. Neben Muotka wurden drei weitere NSR-Mitglieder sowie ein Senterpartiet-Politiker Mitglied des Sametingsråds. Dieser wird aus den Reihen der Sametingsabgeordneten gewählt. Die zu Grunde liegende Koalition besteht aus den Parteien NSR, Flyttsamelista und Senterpartiet.